# Chất dinh dưỡng

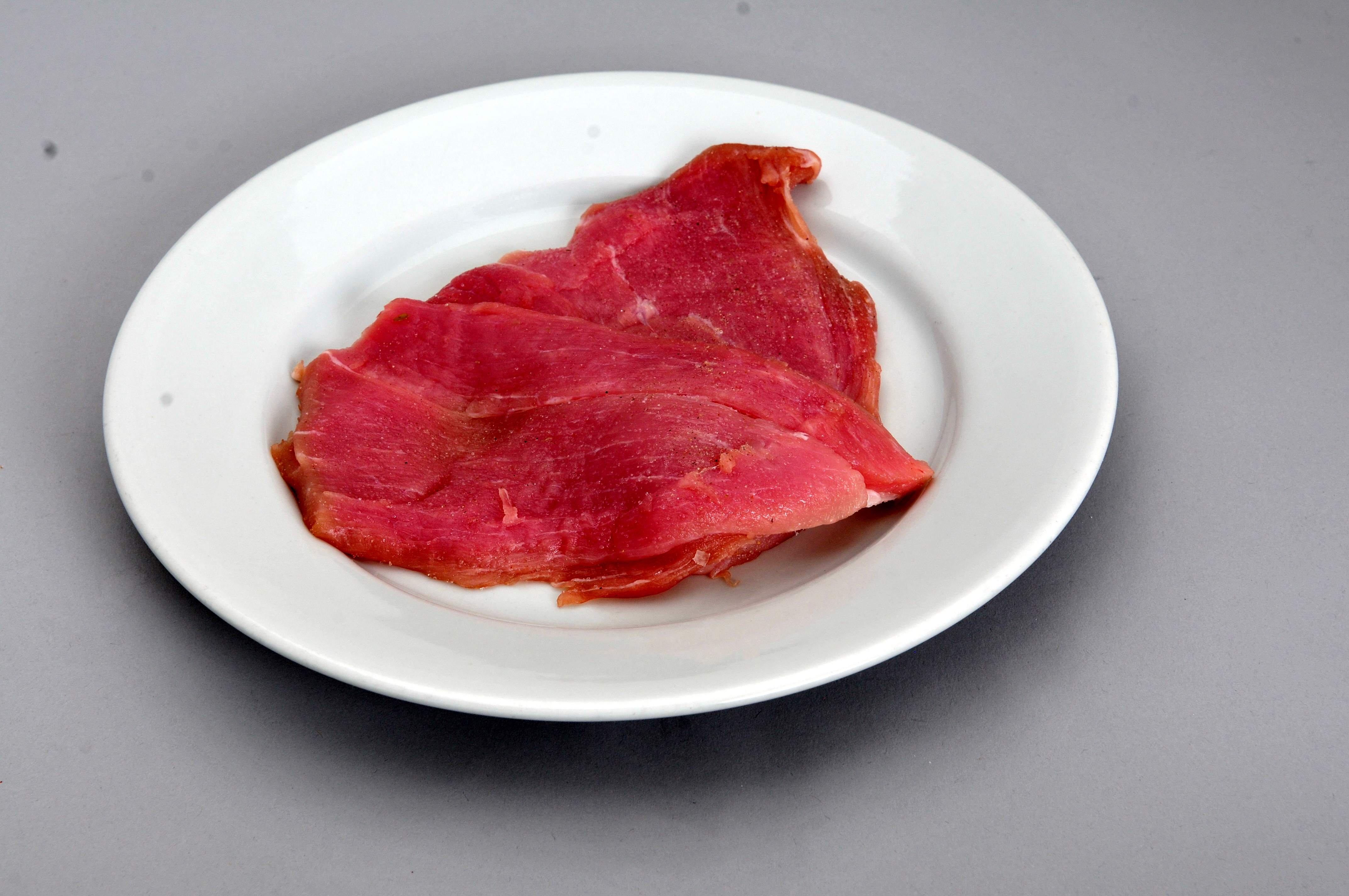
Thịt-nguồn cung cấp chất đạm cho con người

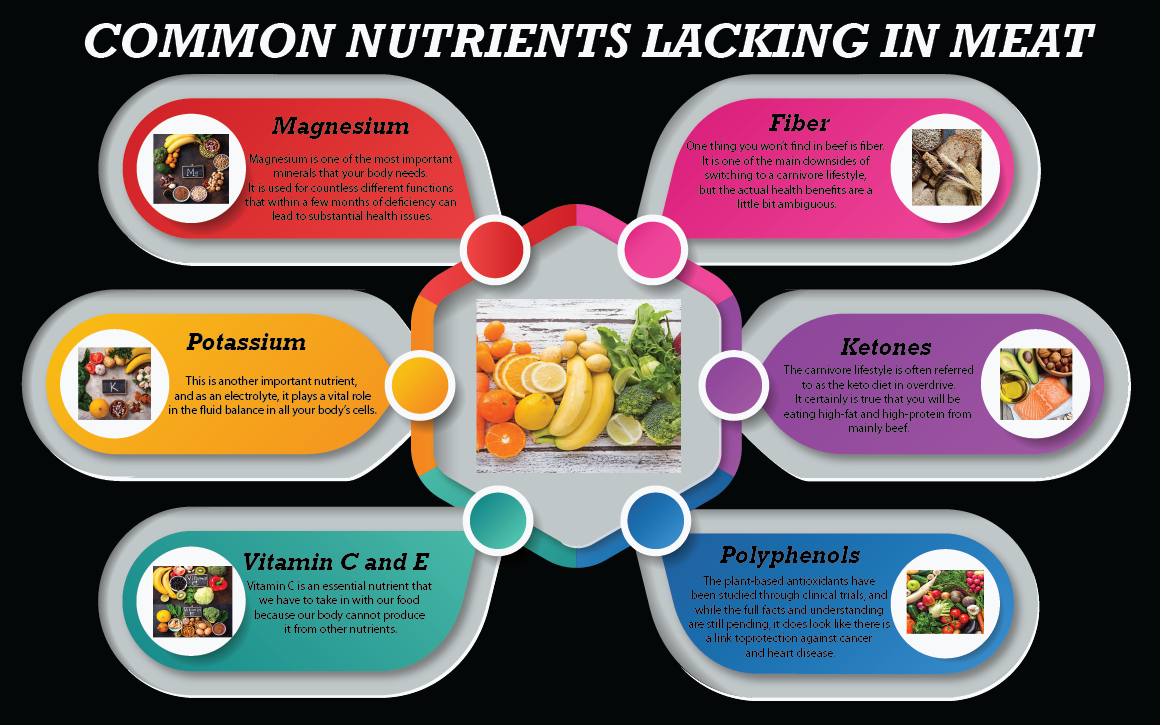
Cơ thể con người có thể đạt được lượng protein cần thiết mà không cần quá nhiều bằng cách tiêu thụ nhiều collagen hơn, một nguồn protein không chứa các axit amin giống như bít tết. Thay vào đó, collagen có hàm lượng glycin, proline và hydroxyproline cao — axit amin cũng hỗ trợ niêm mạc ruột khỏe mạnh.

Chất dinh dưỡng hay dưỡng chất (tiếng Anh: nutrient) là một chất được sinh vật sử dụng để tồn tại, phát triển và sinh sản. Yêu cầu về lượng chất dinh dưỡng hấp thụ từ chế độ ăn uống áp dụng cho động vật, thực vật, nấm và sinh vật nguyên sinh.
Các chất dinh dưỡng có thể được đưa vào tế bào cho mục đích trao đổi chất hoặc được tế bào bài tiết để tạo ra các cấu trúc phi tế bào như tóc, vảy, lông vũ hoặc bộ xương ngoài. Một số chất dinh dưỡng có thể được chuyển hóa về mặt trao đổi chất thành các phân tử nhỏ hơn trong quá trình giải phóng năng lượng như carbohydrat, lipid, protein và các sản phẩm lên men (etanol hoặc giấm) dẫn đến sản phẩm cuối cùng là nước và carbon dioxide.
Tất cả các sinh vật đều cần nước. Các chất dinh dưỡng thiết yếu cho động vật là nguồn năng lượng, một số axit amin được kết hợp để tạo ra protein, một tập hợp các axit béo, vitamin và một số khoáng chất. Thực vật cần nhiều loại khoáng chất hấp thụ qua rễ, cộng với carbon dioxide và oxy hấp thụ qua lá. Nấm sống trên chất hữu cơ chết hoặc sống và đáp ứng nhu cầu dinh dưỡng từ vật chủ của chúng.
Các loại sinh vật khác nhau có các chất dinh dưỡng thiết yếu khác nhau. Axit ascorbic (vitamin C) rất cần thiết cho con người và một số loài động vật nhưng hầu hết các loài động vật khác và nhiều loài thực vật có thể tổng hợp được nó. Các chất dinh dưỡng có thể là hữu cơ hoặc vô cơ: hợp chất hữu cơ bao gồm hầu hết các hợp chất chứa cacbon, trong khi tất cả các hóa chất khác là vô cơ. Các chất dinh dưỡng vô cơ bao gồm các chất dinh dưỡng như sắt, selen và kẽm, trong khi các chất dinh dưỡng hữu cơ gồm có protein, chất béo, đường và vitamin.
Một phân loại được sử dụng chủ yếu để mô tả nhu cầu dinh dưỡng của động vật chia chất dinh dưỡng thành chất dinh dưỡng đa lượng và vi lượng. Được tiêu thụ với số lượng tương đối lớn (gram hoặc ounce), các chất dinh dưỡng đa lượng (carbohydrat, chất béo, protein, nước) chủ yếu được sử dụng để tạo ra năng lượng hoặc kết hợp vào các mô để tăng trưởng và sửa chữa. Chất dinh dưỡng vi lượng cần thiết với số lượng nhỏ hơn (miligam hoặc microgam); chúng có vai trò sinh lý và sinh hóa tinh vi trong các quá trình của tế bào, như chức năng mạch máu hoặc dẫn truyền thần kinh.
Không đủ lượng chất dinh dưỡng thiết yếu hoặc bệnh tật cản trở sự hấp thụ, dẫn đến tình trạng thiếu hụt làm ảnh hưởng đến sự tăng trưởng, khả năng sống sót và sinh sản. Các khuyến cáo cho người tiêu dùng về lượng chất dinh dưỡng trong chế độ ăn uống như Lượng Tiêu thụ Khuyến nghị của Hoa Kỳ, dựa trên lượng cần thiết để ngăn ngừa tình trạng thiếu hụt và cung cấp hướng dẫn về chất dinh dưỡng đa lượng và vi lượng cho cả giới hạn hấp thụ thấp hơn và cao hơn. Ở nhiều quốc gia, các quy định yêu cầu nhãn sản phẩm thực phẩm phải hiển thị thông tin về lượng chất dinh dưỡng đa lượng và vi lượng có trong thực phẩm với số lượng đáng kể. Chất dinh dưỡng với số lượng lớn hơn nhu cầu của cơ thể có thể gây ra tác hại.
Thực vật ăn được cũng chứa hàng nghìn hợp chất thường được gọi là hóa chất thực vật có tác dụng chưa rõ đối với bệnh tật hoặc sức khỏe, bao gồm một loại đa dạng có tình trạng phi dinh dưỡng gọi là polyphenol vẫn chưa được hiểu rõ cho đến năm 2024.
Polyphenol là một họ lớn các phenol xuất hiện tự nhiên. Chúng có nhiều trong thực vật và có cấu trúc đa dạng. Polyphenol bao gồm axit phenolic, flavonoid, axit tannic và ellagitannin, một số trong đó đã được sử dụng trong lịch sử làm thuốc nhuộm và thuộc da.

## Loại

### Chất dinh dưỡng đa lượng
Chất dinh dưỡng đa lượng được định nghĩa theo nhiều cách.
- Các nguyên tố hóa học con người tiêu thụ với số lượng lớn nhất là cacbon, hydro, nitơ, oxy, phốt pho và lưu huỳnh, được tóm tắt là CHNOPS.
- Các hợp chất hóa học mà con người tiêu thụ với số lượng lớn nhất và cung cấp năng lượng lớn được phân loại là carbohydrat, protein và chất béo. Nước cũng phải được tiêu thụ với số lượng lớn nhưng không mang lại giá trị calo.
- Các ion canxi, natri, kali, magie và clorua, cùng với phốt pho và lưu huỳnh, được liệt kê cùng với các chất dinh dưỡng đa lượng vì chúng cần thiết với số lượng lớn so với các chất dinh dưỡng vi lượng, tức là vitamin và các khoáng chất khác, loại sau thường được mô tả là khoáng chất vi lượng hoặc siêu vi lượng.[3]

Các chất dinh dưỡng đa lượng cung cấp năng lượng:
- Carbohydrat là những hợp chất được tạo thành từ các loại đường. Carbohydrat được phân loại theo số lượng đơn vị đường: monosacarit (như glucose và fructose), disacarit (như sucrose và lactose), oligosacarit và polysacarit (như tinh bột, glycogen và cellulose).
- Protein là các hợp chất hữu cơ bao gồm các axit amin được nối với nhau bằng liên kết peptide. Vì cơ thể không thể tự tổng hợp được một số axit amin (được gọi là axit amin thiết yếu) nên phải hấp thu từ chế độ ăn uống. Thông qua quá trình tiêu hóa, protein bị phân hủy bởi protease trở lại thành axit amin tự do.
- Chất béo bao gồm một phân tử glycerin gắn với ba axit béo. Các phân tử axit béo chứa nhóm -COOH gắn vào chuỗi hydrocarbon không phân nhánh được nối với nhau bằng liên kết đơn (axit béo bão hòa) hoặc bằng cả liên kết đôi và liên kết đơn (axit béo không bão hòa). Chất béo cần thiết cho việc xây dựng và duy trì màng tế bào, để duy trì nhiệt độ cơ thể ổn định và duy trì sức khỏe của da và tóc. Vì cơ thể không sản xuất ra một số axit béo nhất định (được gọi là axit béo thiết yếu) nên chúng ta phải bổ sung chúng thông qua chế độ ăn uống.
- Ethanol không phải là chất dinh dưỡng thiết yếu nhưng nó cung cấp calo. Bộ Nông nghiệp Hoa Kỳ sử dụng con số 6,93 kcal hay 29,0 kJ  trên mỗi gram rượu (5,47 kcal hay 22,9 kJ mỗi ml) để tính năng lượng thực phẩm.[4] Đối với rượu chưng cất, một khẩu phần tiêu chuẩn ở Hoa Kỳ là 44 ml (1,5 fl oz Mỹ), ở mức 40% ethanol (80 alcohol proof, đơn vị đo lường dùng để xác định lượng ethanol có trong đồ uống có cồn.) sẽ là 14 gam và 98 calo.

| Phân tử sinh học | Kilocalo trên 1 gam |
| ---------------- | ------------------- |
| Protein          | 4                   |
| Carbohydrat      | 4                   |
| Ethanol          | 7                   |
| Fat              | 9                   |

### Vi chất dinh dưỡng
Vi chất dinh dưỡng là những thành phần thiết yếu trong chế độ ăn uống, cần thiết với số lượng khác nhau trong suốt cuộc đời để phục vụ các chức năng trao đổi chất và sinh lý.
- Các khoáng chất trong chế độ ăn uống, chẳng hạn như đồng và sắt, là những nguyên tố có nguồn gốc từ Trái đất và không thể tổng hợp được. Chúng được yêu cầu trong chế độ ăn uống với lượng microgram hoặc miligam. Vì thực vật lấy khoáng chất từ đất nên khoáng chất trong khẩu phần ăn lấy trực tiếp từ thực vật được tiêu thụ hoặc gián tiếp từ nguồn động vật ăn được.[8]
- Vitamin là hợp chất hữu cơ cần thiết theo lượng microgam hoặc miligam.[9] Tầm quan trọng của mỗi loại vitamin trong chế độ ăn uống lần đầu tiên được xác định khi người ta xác định rằng bệnh sẽ phát triển nếu thiếu vitamin đó trong chế độ ăn uống.[9]